# Moïse Brou Apanga
Moïse Brou Apanga (ur. 4 lutego 1982 w Abidżanie, zm. 26 kwietnia 2017 w Libreville) – gaboński piłkarz grający na pozycji obrońcy.

## Kariera klubowa
Apanga urodził się w Abidżanie, a karierę piłkarską rozpoczął w klubie RC Abobo. Następnie wyjechał do Europy, gdzie był zawodnikiem Politehniki Timișoara, Perugii, Sambenedettese oraz Brescii. W 2006 roku odszedł do FC 105 Libreville, w którego barwach zadebiutował w pierwszej lidze gabońskiej. W 2007 roku wywalczył z nim mistrzostwo kraju i zdobył Superpuchar Gabonu.
W 2008 roku Apanga został piłkarzem Stade Brestois 29. W Ligue 2 zadebiutował 24 października 2008 w wygranym 2:1 domowym meczu z FC Metz.
W 2012 roku Apanga wrócił do FC 105 Libreville. Następnie grał w zespołach AS Mangasport, AJ Ambomo, Akanda FC oraz FC 105 Libreville. Będąc zawodnikiem tego ostatniego, 27 kwietnia 2017 zmarł na atak serca podczas treningu drużyny.
| Sezon   | Klub              | Kraj    | Rozgrywki  | Mecze | Bramki |
| ------- | ----------------- | ------- | ---------- | ----- | ------ |
| 2006/07 | FC 105 Libreville | Gabon   | Division 1 | ?     | ?      |
| 2007/08 | FC 105 Libreville | Gabon   | Division 1 | ?     | ?      |
| 2008/09 | Stade Brestois 29 | Francja | Ligue 2    | 22    | 1      |
| 2009/10 | Stade Brestois 29 | Francja | Ligue 2    | 31    | 4      |
| 2010/11 | Stade Brestois 29 | Francja | Ligue 1    | 30    | 0      |
| 2011/12 | Stade Brestois 29 | Francja | Ligue 1    | 0     | 0      |
| 2012/13 | FC 105 Libreville | Gabon   | Division 1 | ?     | ?      |
| 2013/14 | AS Mangasport     | Gabon   | Division 1 | ?     | ?      |
| 2015    | AJ Ambomo         | Gabon   | Division 1 | ?     | ?      |
| 2015/16 | Akanda FC         | Gabon   | Division 1 | ?     | ?      |

## Kariera reprezentacyjna
W reprezentacji Gabonu Apanga zadebiutował w 2007 roku. W 2010 roku został powołany przez selekcjonera Alaina Giresse’a do kadry na Puchar Narodów Afryki 2010. Tam był podstawowym zawodnikiem i rozegrał 3 spotkania: z Kamerunem (1:0), z Tunezją (0:0) i z Zambią (1:2).